# استینین
latitudeاستینینlongitudeاستینین
استینین (به انگلیسی: Steyning) یک شهرک در بریتانیا است که در انگلستان واقع شده‌است.

## خصوصیات
استینین ۱۵٫۷۴ کیلومترمربع مساحت و ۵٬۸۱۲ نفر جمعیت دارد.